# Trofeu Pantalica
Trofeu Pantalica (en italià Trofeo Pantalica) va ser una competició ciclista italiana d'un sol dia que es disputà a Sicília entre 1975 i 2003. La cursa fou organitzada per RCS Sport. Giuseppe Saronni, amb cinc victòries, és el ciclista amb més victòries.

## Palmarès
| Any  | Vencedor                       | Segon                | Tercer                   |
| ---- | ------------------------------ | -------------------- | ------------------------ |
| 1975 | Roger de Vlaeminck             | Francesco Moser      | Constantino Conti        |
| 1976 | Francesco Moser                | Roger de Vlaeminck   | Pierino Gavazzi          |
| 1977 | Giuseppe Saronni               | Enrico Paolini       | Wilmo Francioni          |
| 1978 | Giuseppe Saronni               | Wladimiro Panizza    | Knut Knudsen             |
| 1979 | Giovanni Battaglin             | Palmiro Masciarelli  | Gianbattista Baronchelli |
| 1980 | Giuseppe Saronni               | Francesco Moser      | Knut Knudsen             |
| 1981 | Tommy Prim                     | Wladimiro Panizza    | Silvano Contini          |
| 1982 | Giuseppe Saronni               | Pierino Gavazzi      | Mario Beccia             |
| 1983 | Francesco Moser                | Alfredo Chinetti     | Giovanni Mantovani       |
| 1984 | Pierino Gavazzi                | Rudy Pevenage        | Davide Cassani           |
| 1985 | Giuseppe Saronni               | Guido van Calster    | Johan van der Velde      |
| 1986 | Francesco Cesarini             | Acacio da Silva      | Francesco Moser          |
| 1987 | Daniele Caroli                 | Franco Chioccioli    | Silvano Contini          |
| 1988 | Steve Bauer                    | Rodolfo Massi        | Camillo Passera          |
| 1989 | Rolf Sørensen                  | Teun van Vliet       | Enrico Galleschi         |
| 1990 | Adriano Baffi                  | Jos Lieckens         | Assiat Saítov            |
| 1991 | Scott Sunderland               | Giorgio Furlan       | Luc Leblanc              |
| 1992 | Dmitri Jdanov                  | Stefano Colagé       | Christophe Manin         |
| 1993 | no disputada                   | no disputada         | no disputada             |
| 1994 | Giorgio Furlan                 | Zbigniew Spruch      | Gianni Bugno             |
| 1995 | Stefano Colagé                 | Adriano Baffi        | Paolo Fornaciari         |
| 1996 | Fabiano Fontanelli             | Alexandre Gontxenkov | Davide Rebellin          |
| 1997 | Michele Coppolillo             | Gabriele Colombo     | Simone Borgheresi        |
| 1998 | Stefano Colagé                 | Massimo Donati       | Andrea Peron             |
| 1999 | Andrea Ferrigato               | Davide Rebellin      | Giuliano Figueras        |
| 2000 | Danilo Di Luca                 | Mirko Celestino      | Davide Rebellin          |
| 2001 | Roberto Petito                 | Sergio Barbero       | Sergei Ivanov            |
| 2002 | Fabio Baldato                  | Massimiliano Gentili | Giuliano Figueras        |
| 2003 | Miguel Ángel Martín Perdiguero | Enrico Cassani       | Giuliano Figueras        |